# Cho Won-hee
Cho Won-hee (kor. 조원희) (ur. 17 kwietnia 1983) – koreański piłkarz występujący na pozycji obrońcy, reprezentant Korei i zawodnik klubu Suwon Samsung Bluewings, gdzie gra na wypożyczeniu z Wigan Athletic.